# Diangala
 (janvier 2010).
Diangala dit Ancien Diangala est un village situé à équidistance de Loubomo et de la frontière Cabindaise. C'est le village qui a donné son nom au Pays Kugni.